# Управління ІТ-сервісом
Управління послугами інформаційних технологій (англ. Information technology service management, ITSM) — це діяльність, яка виконується організацією для проектування, створення, надання, експлуатації та контролю послуг інформаційних технологій (ІТ), що пропонуються клієнтам.
На відміну від більш орієнтованих на технології підходів до управління ІТ, таких як мережеве управління та управління ІТ-системами, управління ІТ-послугами характеризується прийняттям процесного підходу до управління, зосередженим на потребах клієнтів та ІТ- послугах для клієнтів, а не на ІТ-системах, і наголошує на постійному поліпшення. Щорічний звіт ITSM WaterCoolers від CIO стверджує, що бізнес використовує ITSM «здебільшого для підтримки клієнтського досвіду (35%) і якості обслуговування (48%)».

## Контекст

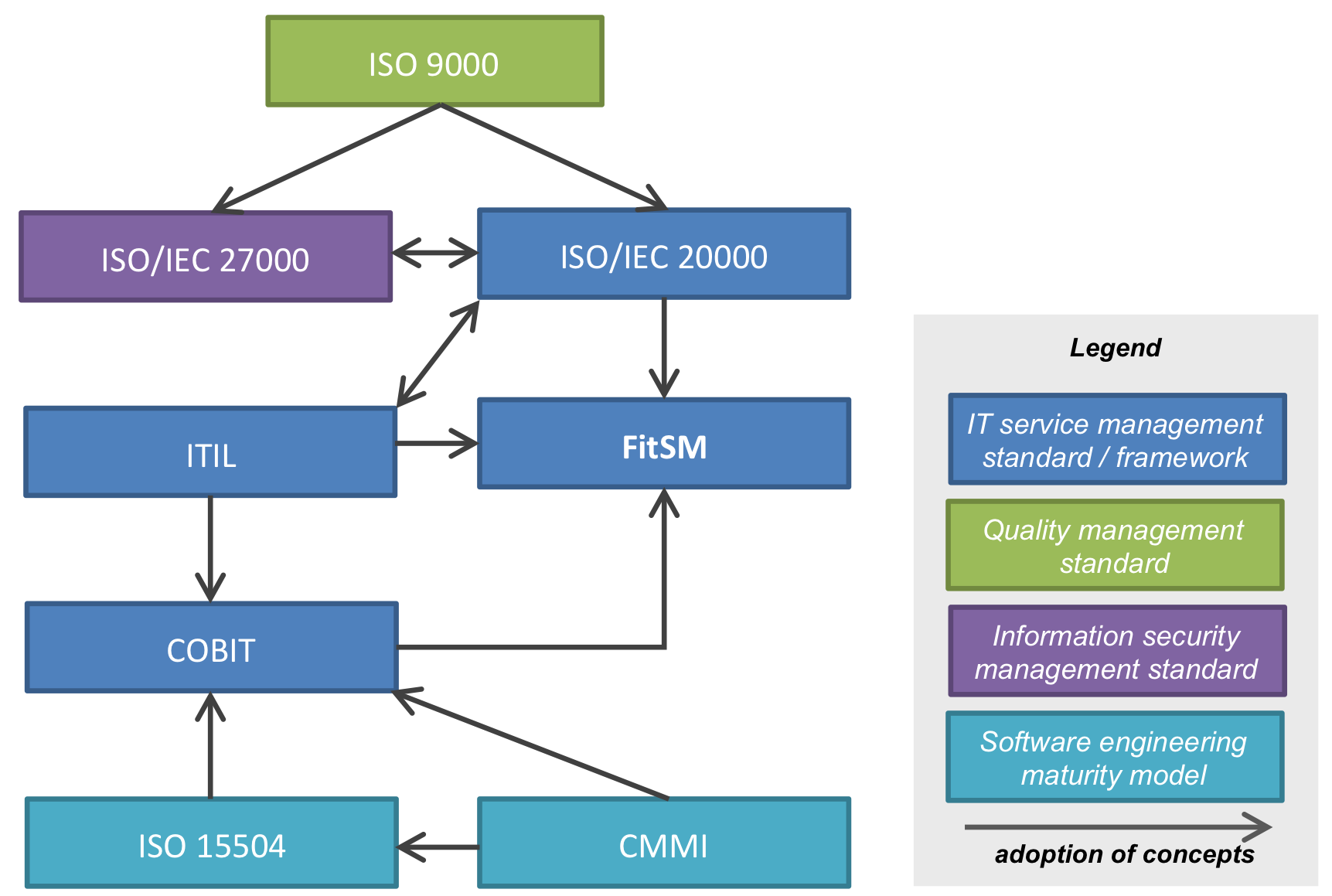
Взаємозв’язки між структурами ITSM та іншими стандартами управління

Як дисципліна ITSM має зв’язки та спільні інтереси з іншими ІТ та загальними підходами до управління, управління інформаційною безпекою та розробки програмного забезпечення. Отже, на структуру управління ІТ-послугами вплинули інші стандарти та прийняті з них концепції, напр. CMMI, ISO 9000 або ISO/IEC 27000.

## Професійні організації
Існують міжнародні професійні асоціації, засновані на відділах, такі як Форум управління IT-послугами (itSMF) і HDI. Головною метою цих організацій є сприяння обміну досвідом та ідеями між користувачами фреймворків ITSM. З цією метою національні та місцеві відділення itSMF та HDI (LIG або місцеві групи інтересів для itSMF) організовують конференції та семінари. Деякі з них також роблять внесок у переклад рамкових документів ITSM на свої відповідні мови або публікують власні посібники ITSM. Існує кілька сертифікатів для керування послугами, наприклад ITILv4, TOGAF або COBIT.

## Процес
Виконання процесів ITSM в організації, особливо тих процесів, які більше керуються робочим процесом, може отримати значну користь від підтримки спеціалізованим програмним інструментом.
Інструменти ITSM часто продаються як комплекти ITSM, які підтримують цілий набір процесів ITSM. Їх основою зазвичай є система управління робочим процесом для обробки інцидентів, запитів на обслуговування, проблем і змін. Зазвичай вони також містять інструмент для бази даних керування конфігурацією. Здатність цих пакетів уможливлювати легке зв’язування між записами про інцидент, запит на обслуговування, проблему та зміни між собою та із записами елементів конфігурації з CMDB може бути великою перевагою. Інструменти ITSM також зазвичай називають інструментами ITIL. Більше 100 інструментів є самопроголошеними інструментами ITSM або ITIL. Постачальники програмного забезпечення, чиї інструменти ITSM відповідають визначеним функціональним вимогам для підтримки набору процесів ITIL, можуть отримати офіційне схвалення, що дозволяє їм використовувати товарні знаки Axelos і логотип «Сумісність процесу ITIL» за схемою схвалення програмного забезпечення ITIL Axelos.